# Orocuina (kommun)
Orocuina är en kommun i Honduras.   Den ligger i departementet Choluteca, i den södra delen av landet, 70 km söder om huvudstaden Tegucigalpa. Antalet invånare är 15 949.